# Тримай (пісня Бумбокс)
«Тримай» — максі-сингл українського гурту Бумбокс, який був виданий у 2007 році, і передував виходу альбому «III».

## Трек-лист
| #  | Назва                                | Тривалість |
| -- | ------------------------------------ | ---------- |
| 1. | «Тримай»                             | 3:53       |
| 2. | «Та4то»                              | 3:29       |
| 3. | «Тримай (версія "боса")»             | 4:52       |
| 4. | «Та4то (версія "За Туманом")»        | 4:48       |
| 5. | «Та4то (версія dj Tapolsky & Redco)» | 3:34       |
| 6. | «Та4то (версія Tonique Le DeeJay)»   | 3:18       |
| 7. | «Тримай (-) (el menos)»              | 3:43       |
| 8. | «Та4то (-) (el menos)»               | 3:53       |